# Pyridoxal
Pyridoxal ist eine feste, wasserlösliche chemische Verbindung, die als lebensnotwendige Verbindung zu den Vitaminen zählt.
Zusammen mit Pyridoxin und Pyridoxamin sowie deren phosphorylierten Derivaten, die in vivo leicht ineinander umgewandelt werden, bilden sie die Gruppe Vitamin B6. Die aktive Form der Vitamin-B6-Gruppe heißt Pyridoxalphosphat.
Pyridoxal wurde erstmals 1944 von Karl August Folkers, der auch wesentlich an der Strukturaufklärung mitwirkte, synthetisiert.

## Biologische Bedeutung
Pyridoxal ist besonders im tierischen Gewebe enthalten.
Einige medizinisch relevante Bakterien benötigen Pyridoxal zum Wachsen. Dieses ernährungsbedingte Verlangen kann zur Folge haben, dass einige Bakterien nur in der Nähe anderer Bakterienstämme leben können, die Pyridoxal produzieren.
Pyridoxal war an der Großen Sauerstoffkatastrophe beteiligt, die den Tod zahlreicher anaerobischer Lebewesen bedeutete.